# Сувалки (гміна)
Гміна Сувалки (пол. Gmina Suwałki) — сільська гміна у східній Польщі. Належить до Сувальського повіту Підляського воєводства.
Станом на 31 грудня 2011 у гміні проживало 7277 осіб.

## Територія
Згідно з даними за 2007 рік площа гміни становила 264.82 км², у тому числі:
- орні землі: 54.00%
- ліси: 28.00%

Таким чином, площа гміни становить 20.25% площі повіту.

## Населення
Станом на 31 грудня 2011:
| Опис     | Загалом | Загалом | Чоловіки | Чоловіки | Жінки | Жінки |
| -------- | ------- | ------- | -------- | -------- | ----- | ----- |
| одиниця  | осіб    | %       | осіб     | %        | осіб  | %     |
| все      | 7277    | 100     | 3691     | 50.72    | 3586  | 49.28 |
| міське   | 0       | 100     | 0        |          | 0     |       |
| сільське | 7277    | 100     | 3691     | 50.72    | 3586  | 49.28 |

## Сусідні гміни
Гміна Сувалки межує з такими гмінами: Бакалажево, Єленево, Краснополь, Новінка, Пшеросль, Рачкі, Філіпув, Шиплішкі.